# Claude François Chauveau-Lagarde

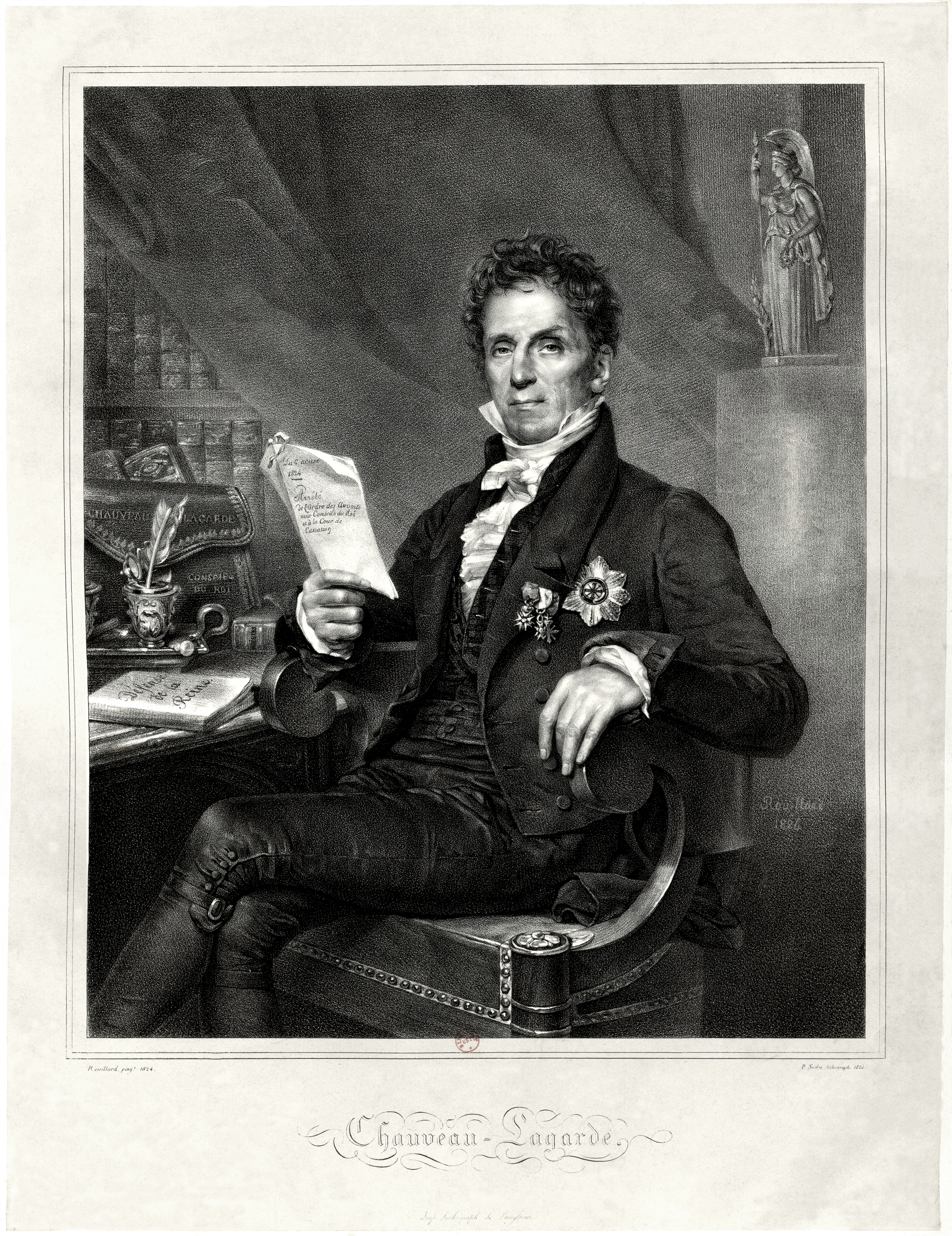
Chauveau-Lagarde

Claude François Chauveau-Lagarde (* 21. Januar 1756 in Chartres; † 28. Februar 1841 in Paris) war ein französischer Rechtsanwalt, der vor allem als Verteidiger prominenter Persönlichkeiten wie Brissot, Charlotte Corday, Francisco de Miranda, Marie Antoinette und der Madame Elisabeth (der Schwester des Königs, Elisabeth-Philippine-Marie-Hélène de France) vor dem Revolutionstribunal bekannt wurde.
Er wurde später selbst verhaftet, aber der Sturz Robespierres am 9. Thermidor des Jahres II des republikanischen Kalenders (27. Juli 1794) rettete ihn. Am 23. August 1814 wurde er Ritter der Ehrenlegion.